# Friedrich Philipp Rosenstiel

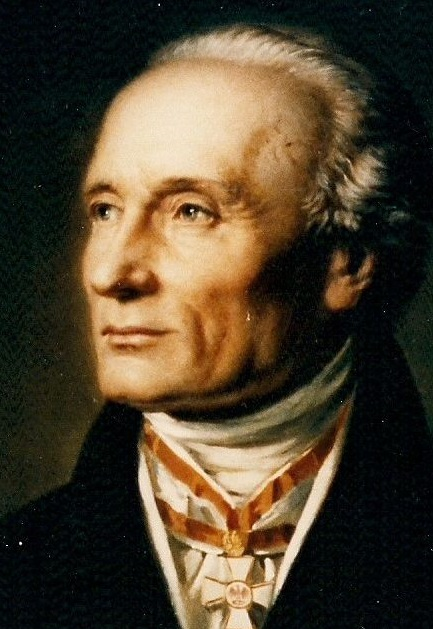
Friedrich Philipp Rosenstiel

Friedrich Philipp Rosenstiel (* 2. Oktober 1754 in Mietesheim im Elsass, Grafschaft Hanau-Lichtenberg; † 18. Mai 1832 in Berlin) war ein preußischer Beamter und Direktor der Königlich Preußischen Porzellan-Manufaktur, Preußischer Staatsrat und Verleger.

## Familie
Er war Sohn des evangelisch-lutherischen Predigers und Assessors des Konsistoriums zu Buchsweiler Johann Heinrich Rosenstiel (1718–1798) und der Anna-Margarete Loutherbourg (1721–1808).:392 1781 heiratete er Luise Elisabeth Decker (1764–1832), eine Tochter des Oberhofbuchdruckers Georg Jacob Decker.:395 Mit ihr hatte er sechs Söhne und vier Töchter, darunter Henriette (1784–1832), die mit dem Grafiker und Bildhauer Johann Gottfried Schadow, und Adelaide (Lyda) (1788–1861), die mit dem Geheimen Ober-Bergrat Carl Karsten verheiratet waren. Sein Sohn Wilhelm (1789–1871), der Inhaber der Deckerschen Hofbuchdruckerei  in Posen geworden war, erhielt 1845 den erblichen Adel (von Rosenstiel). Friedrich Philipps älterer Bruder war Heinrich Karl Rosenstiel.

## Leben

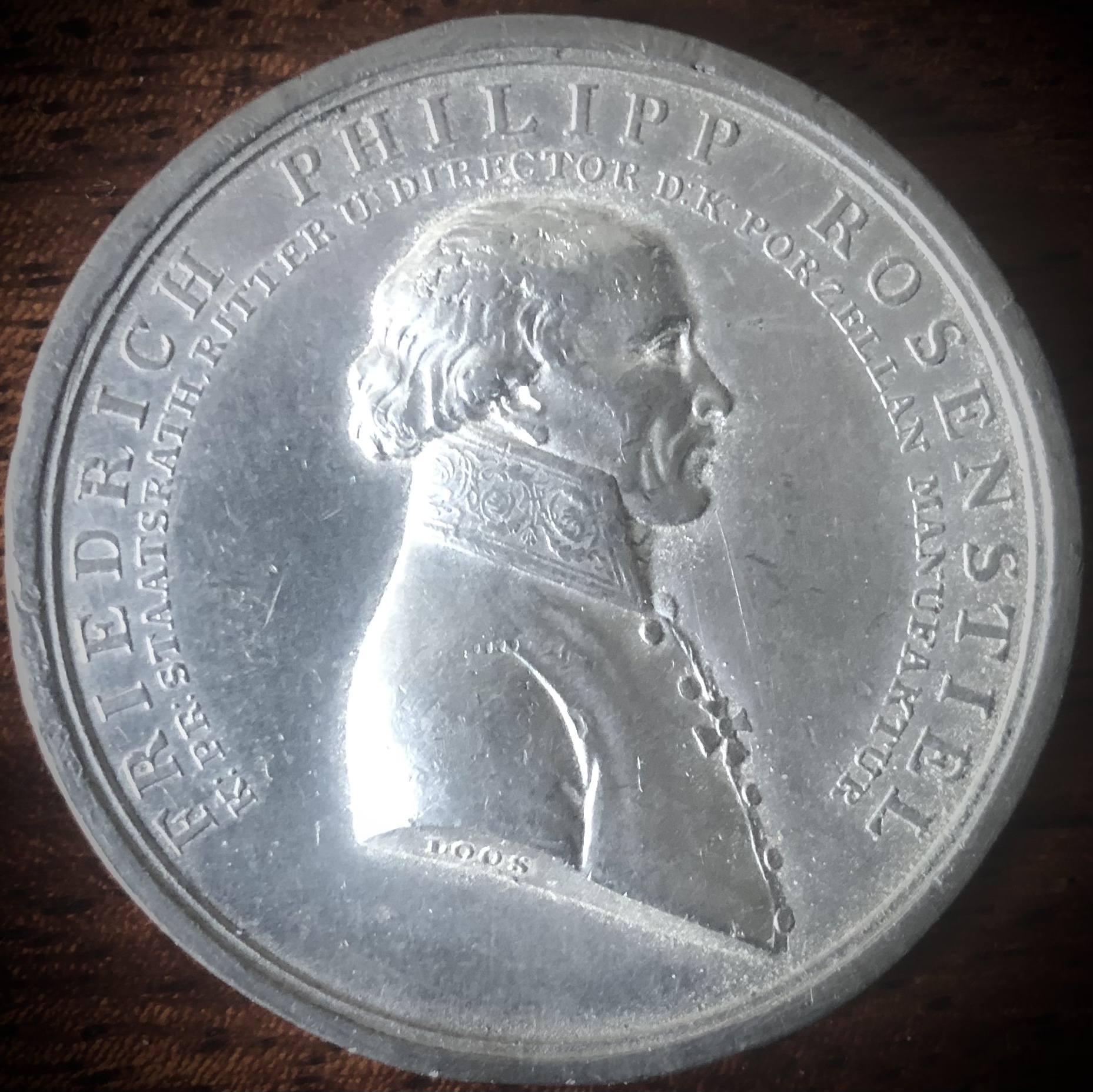
Zeitgenössische Gedenkmedaille, „Friedrich Philipp Rosenstiel, K:Pr: Staatsrath, Ritter U. Director D. K. Porzellanmanufaktur“

Nach der Ausbildung auf dem Gymnasium in Buchsweiler, das er schon als Vierzehnjähriger mit dem Zeugnis „völliger Reife zur Universität“ verließ, studierte er u. a. mit Johann Wolfgang von Goethe in Straßburg bei Johann Schweighäuser, Johann Daniel Schöpflin, Jeremias Jakob Oberlin und Christoph Wilhelm von Koch Theologie und Rechtswissenschaft.:393 Als Neunzehnjähriger übernahm er eine Erzieherstelle im Hause der Familie von Stein für den jüngeren Bruder des späteren Preußischen Staatsministers.:393 Hier lernte er seinen späteren Förderer, den preußischen Minister Friedrich Anton von Heynitz, kennen. Dieser holte ihn 1777 nach Berlin und verschaffte ihm eine Stelle als Assessor bei der Bergwerks- und Hüttenadministration.:394 Nach seiner Beförderung 1781 zum Berg- und 1786 zum Ober-Bergrat, was 1787 mit der Mitgliedschaft in der neu errichteten Königlichen Porzellan-Manufaktur-Kommission verbunden war, wurde er 1790 ordentliches Mitglied der Akademie der Künste.:395. 1794 gründete er mit seinem Schwager, dem Buchdrucker Georg Jacob Decker, die Südpreußische Zeitung in Posen, ein Jahr nach der preußischen Annexion des Gebietes. 1802 wurde ihm die Direktion der Porzellanmanufaktur übertragen, 1804 erfolgte die Ernennung zum Geheimen Oberfinanzrat und Kriegs- und Domänenrat bei dem Bergwerks- und Hüttendepartement. In diesen Funktionen entsandte ihn der König 1805 nach Paris und 1815 nach Wien. Seit 1810 war seine Tätigkeit auf die Königliche Porzellanmanufaktur beschränkt.:395 Ab 1821 war dort Georg Frick sein technischer Mitdirektor.
Er pflegte Umgang mit zahlreichen bekannten Zeitgenossen wie Karl Wilhelm Ramler, Johann Jacob Engel, Friedrich Nicolai, Wilhelm Abraham Teller, Dietrich Ludwig Gustav Karsten, Carl Friedrich Zelter und Friedrich Schleiermacher.:395
Rosenstiel trat 1781 der Berliner Freimaurerloge Zur Eintracht bei, die zur Großen National-Mutterloge „Zu den drei Weltkugeln“ gehörte, deren Großmeister er später wurde. Er war langjähriges Mitglied des Montagsklubs. Zwischen 1810 und 1832 war er Direktor der Gesetzlosen Gesellschaft. Der König zeichnete ihn mit dem Roten Adlerorden 2. und 3. Klasse aus.
Friedrich Philipp Rosenstiel starb 1832 im Alter von 77 Jahren in Berlin. Beigesetzt wurde er auf dem Dreifaltigkeitsfriedhof vor dem Potsdamer Tor. Das Grab ging spätestens bei der Einebnung des Friedhofs im Jahr 1922 verloren.

## Veröffentlichungen
- Theodor Schmalz: Encyclopaedie der Cameralwissenschaften. (Rosenstiel war Mitautor der verbesserten Auflage Königsberg 1819, Digitalisat).